# L'uomo di Rio
L'uomo di Rio (L'homme de Rio) è un film del 1964, diretto da Philippe de Broca.

## Trama
A Parigi, una statuetta viene rubata dal Musée de l'Homme, al Palazzo Chaillot. Viene chiamato il professor Catalan, il quale crede che la statuetta sia una delle tre che custodiscono il segreto di un tesoro dell'Amazzonia. Adriano è un soldato che si trova a Parigi per visitare la fidanzata Agnese, grazie a un permesso. Agnese è figlia del professor Villermosa, il possessore della seconda statuetta, morto in circostanze misteriose. La terza statuetta appartiene al ricco industriale brasiliano De Castro.
Adriano vede rapire Agnese, unica a sapere dove il padre abbia sepolto la sua statuetta, e insegue i malviventi all'aeroporto dove ruba un biglietto e sale sul loro stesso aereo. Adriano dice al pilota che la sua fidanzata è stata rapita, ma Agnese è stata drogata e non lo riconosce. Il pilota prevede di far arrestare Adriano quando raggiungeranno Rio de Janeiro, ma questi, all'arrivo, riesce a sfuggire alla polizia. Con l'aiuto di Winston, un brasiliano con cui fa amicizia, Adriano riesce a salvare Agnese. I due recuperano la statuetta sepolta, ma i rapitori gliela rubano. In un'auto rubata fornita da Winston, Agnese e Adriano cercano di rintracciare De Castro. Lungo la strada, si imbattono nell'auto dei rapitori fermi a sistemare la macchina con dentro il professore. Dopo averlo salvato, si dirigono a Brasilia.
A una festa in loro onore, De Castro porta Catalan nella sua camera blindata per assicurargli la sicurezza della statuetta, e Catalan, che ha pianificato il furto del museo, lo uccide e ruba la statuetta. Quando Adriano scopre il corpo, Catalan e i suoi hanno nuovamente rapito Agnese e sono scappati su un idrovolante. Adriano ruba un aereo e lo segue.
In un caffè galleggiante nella giungla gestito da Lola, la donna che ha finanziato il professore, Adriano viene a sapere che Catalan ha ucciso il padre di Agnese e che lei è trattenuta in una barca. Corre verso la barca e riesce a salirci. Catalan, i suoi complici e Agnese si recano nel luogo sotterraneo del tesoro, Adriano mette fuori combattimento tutti i complici di Catalan e salva Agnese. Catalan trova il tesoro, ma un'esplosione provocata da una squadra di costruzione di autostrade nelle vicinanze lo fa seppellire con esso. Adriano e Agnese fuggono dalla giungla e arrivano a Parigi in tempo perché Adriano riprenda il treno.